# 20. Szaturnusz-gála
A 20. Szaturnusz-gála az 1993-as év legjobb filmes és televíziós sci-fi, horror és fantasy alakításait értékelte. A díjátadót 1994. október 20-án tartották Kaliforniában.

## Győztesek és jelöltek
Forrás:

### Film
| Legjobb sci-fi-film | Legjobb fantasyfilm |
| --- | --- |
| - Jurassic Park - A pusztító - Égi tűz - Fortress – 33 emelet mélyen a pokolban - Max 3000 - Az ember legjobb barátja - Meteorember - Robotzsaru 3. | - Karácsonyi lidércnyomás - Addams Family 2. – Egy kicsivel galádabb a család - Idétlen időkig - Lelkük rajta - Hókusz pókusz - Az utolsó akcióhős - Az év újonca |
| Legjobb horrorfilm | Legjobb rendező |
| - A sötétség serege - Halálos árnyék - A jófiú - Tökéletes célpont - Kalifornia - A halál nem utazik egyedül - Hasznos holmik - Nyom nélkül | - Steven Spielberg – Jurassic Park - John McTiernan – Az utolsó akcióhős - Harold Ramis – Idétlen időkig - George A. Romero – Halálos árnyék - Henry Selick – Karácsonyi lidércnyomás - Ron Underwood – Lelkük rajta - John Woo – Tökéletes célpont |
| Legjobb férfi főszereplő | Legjobb női főszereplő |
| - Robert Downey Jr. – Lelkük rajta (Thomas Reilly) - Jeff Bridges – Nyom nélkül (Barney Cousins) - Bill Murray – Idétlen időkig (Phil Connors) - Robert Patrick – Égi tűz (Mike Rogers) - Arnold Schwarzenegger – Az utolsó akcióhős (Jack Slater) - Christian Slater – Tiszta románc (Clarence Worley) - Max von Sydow – Hasznos holmik (Leland Gaunt)                                                                          | - Andie MacDowell – Idétlen időkig (Rita Hanson) - Patricia Arquette – Tiszta románc (Alabama Whitman) - Laura Dern – Jurassic Park (Dr. Ellie Sattler) - Michelle Forbes – Kalifornia - A halál nem utazik egyedül (Carrie Laughlin) - Anjelica Huston – Addams Family 2. – Egy kicsivel galádabb a család (Morticia Addams) - Bette Midler – Hókusz pókusz (Winifred "Winnie" Sanderson) - Ally Sheedy – Max 3000 - Az ember legjobb barátja (Lori Tanner) |
| Legjobb férfi mellékszereplő | Legjobb női mellékszereplő |
| - Lance Henriksen – Tökéletes célpont (Emil Fouchon) - Jeff Goldblum – Jurassic Park (Dr. Ian Malcolm) - Charles Grodin – Lelkük rajta (Harrison Winslow) - Wayne Knight – Jurassic Park (Dennis Nedry) - John Malkovich – Célkeresztben (Mitch Leary) - Tom Sizemore – Lelkük rajta (Milo Peck) - J. T. Walsh – Hasznos holmik (Danforth "Buster" Keeton III)                                                                   | - Amanda Plummer – Hasznos holmik (Nettie Cobb) - Nancy Allen – Robotzsaru 3. (Anne Lewis) - Joan Cusack – Addams Family 2. – Egy kicsivel galádabb a család (Debbie Jellinsky) - Julie Harris – Halálos árnyék (Reggie Delesseps) - Kathy Najimy – Hókusz pókusz (Mary Sanderson) - Sarah Jessica Parker – Hókusz pókusz (Sarah Sanderson) - Kyra Sedgwick – Lelkük rajta (Julia) - Alfre Woodard – Lelkük rajta (Penny Washington) |
| Legjobb fiatal színész | Legjobb forgatókönyv |
| - Elijah Wood – A jófiú (Mark Evans) - Jesse Cameron-Glickenhaus – Őrült hajlam (Jesse Broderick) - Manuel Colao – Az ártatlan futása (Vito) - Joseph Mazzello – Jurassic Park (Tim Murphy) - Austin O'Brien – Az utolsó akcióhős (Danny Madigan) - Christina Ricci – Addams Family 2. – Egy kicsivel galádabb a család (Wednesday Addams) - Ariana Richards – Jurassic Park (Lex Murphy)                                        | - Michael Crichton, David Koepp – Jurassic Park - Shane Black, David Arnott – Az utolsó akcióhős - Brent Maddock, S. S. Wilson, Gregory Hansen, Erik Hansen – Lelkük rajta - Tim Metcalfe – Kalifornia - A halál nem utazik egyedül - Danny Rubin, Harold Ramis – Idétlen időkig - Quentin Tarantino – Tiszta románc - Tracy Tormé – Égi tűz |
| Legjobb filmzene | Legjobb jelmez |
| - Danny Elfman – Karácsonyi lidércnyomás - Marc Shaiman – Addams Family 2. – Egy kicsivel galádabb a család - Mark Isham – Égi tűz - Graeme Revell – Tökéletes célpont - Marc Shaiman – Lelkük rajta - John Williams – Jurassic Park - Christopher Young – Kísértet | - Mary E. Vogt – Hókusz pókusz - Theoni V. Aldredge – Addams Family 2. – Egy kicsivel galádabb a család - Bob Ringwood – A pusztító - Jennifer Butler – Idétlen időkig - Sue Moore, Eric H. Sandberg – Jurassic Park - Gloria Gresham – Az utolsó akcióhős - Joseph A. Porro – Super Mario Brothers |
| Legjobb smink | Legjobb különleges effektek |
| - Kevin Haney – Addams Family 2. – Egy kicsivel galádabb a család - (Alterian, Inc., KNB EFX Group) – A sötétség serege - John Vulich, Everett Burrell – Halálos árnyék - Screaming Mad George, Steve Johnson (Alterian, Inc.) – Freaked - Kevin Yagher, Mitchell J. Coughlin – Max 3000 - Az ember legjobb barátja - Jeff Goodwin, Vincent J. Guastini, Rob Burman – Super Mario Brothers - Bob Keen – Sátánfajzat - Warlock 2. | - Dennis Muren, Stan Winston, Phil Tippett, Michael Lantieri – Jurassic Park - Michael J. McAlister, Kimberly Nelson LoCascio – A pusztító - (Pacific Data Images (PDI), 4Ward Productions) – Lelkük rajta - (Buena Vista Visual Effects, Matte World Digital, Rhythm & Hues) – Hókusz pókusz - John E. Sullivan (Sony Pictures Imageworks, Boss Film Studios, Fantasy II Film Effects, Visual Concept Engineering (VCE), The Baer Animation Company, Inc.) – Az utolsó akcióhős - Ariel Velasco-Shaw, Eric Leighton, Gordon Baker – Karácsonyi lidércnyomás - Richard Edlund – Solar expedíció |

### Televízió
| Legjobb televíziós műsor |
| --- |
| - Lois és Clark: Superman legújabb kalandjai (ABC) - Vadnyugati fejvadász (Fox) - A Simpson család (Fox) - Star Trek: Deep Space Nine (Syndicated) - Star Trek: Az új nemzedék (Syndicated) - Vad pálmák (ABC) - X-akták (Fox) |

### Video
| Legjobb házimozis megjelenés |
| --- |
| - Hullajó! - Szirénázó halál - Szárnyas fejvadász: A rendezői változat - El Mariachi – A zenész - Veled is megtörténhet - Veszélyes vágy - Sátánfajzat - Warlock 2. |

### Különdíj
- George Pal Memorial Award: Wah Chang, Gene Warren, Stan Winston
- Életműdíj: Whit Bissell, Steve Reeves
- Posztumusz-díj: Alfred Hitchcock
- President's Award: Steven Spielberg
- Service Award: Mardi Rustam

## Fordítás
- Ez a szócikk részben vagy egészben  a(z)   20th Saturn Awards című angol Wikipédia-szócikk fordításán alapul.  Az eredeti cikk szerkesztőit annak laptörténete sorolja fel. Ez a jelzés csupán a megfogalmazás eredetét és a szerzői jogokat jelzi, nem szolgál a cikkben szereplő információk forrásmegjelöléseként.